# Inácio Martins
Inácio Martins är en kommun i Brasilien.   Den ligger i delstaten Paraná, i den södra delen av landet, 1 100 km söder om huvudstaden Brasília. Antalet invånare är 10 943.
I omgivningarna runt Inácio Martins växer i huvudsak städsegrön lövskog. Runt Inácio Martins är det glesbefolkat, med 10 invånare per kvadratkilometer.